# Endoğan Adili
Pour les articles homonymes, voir Adili.
Endoğan Adili, né le 3 août 1994 à Brugg en Suisse, est un footballeur suisse qui évolue au poste de milieu de terrain offensif ou d'attaquant au Galatasaray SK. Il possède la double nationalité suisso-turque.

## Carrière de joueur

### En club

#### Les débuts au Grasshopper
Endoğan Adili commence sa carrière de footballeur avec les jeunes du club local du FC Altstätten avant de rejoindre le centre de formation du Grasshopper-Club Zürich.
Le 13 mai 2010, alors qu'il est encore membre de l'équipe U16, le milieu de terrain fait ses débuts en Super League au Stadion Brügglifeld contre le FC Aarau. Alors qu'il n'est rentré que depuis 10 minutes, il marque le 4e but du Grasshopper mais surtout le premier but de sa carrière. Avec ce but, Adili devient le plus jeune joueur à marquer un but dans un championnat de football européen de haut niveau depuis la Seconde Guerre mondiale, avec seulement 15 ans et 283 jours. Il déloge ainsi le record de l'autrichien Michael Gregoritsch qui lui avait marqué à seulement 15 ans et 361 jours, mais c'est seulement plus tard, au cours de la trêve estivale avant la saison 2010-2011, que le jeune Endoğan Adili avance en équipe U18.
Lors de la saison 2010-2011, Adili joue 15 matchs pour le Grasshopper et 5 matchs lors de la saison 2011-12. Malheureusement, en décembre 2011, il se blesse au ligament croisé et met plus de 6 mois à se remettre. Il a lutté ensuite afin de retrouver sa place en équipe première. Lors de la saison 2012-2013, il joue un match avec le Grasshopper.

#### FC Bâle
Le 17 décembre 2012, Endoğan Adili signe en faveur du FC Bâle pour un contrat de trois ans et demi (avec une option supplémentaire d'un an). Il fait sa première apparition avec son nouveau club le 1er juin 2013 au Saint-Jakob Park contre le FC Saint-Gall. Il remplace David Degen et joue 33 minutes pour une victoire 1-0. À la fin de la saison 2012-2013 de Super League, Endoğan Adili remporte le titre de champion de Suisse.

#### Galatasaray SK
Pendant le mercato hivernale de 2014, le FC Bâle et le Galatasaray SK trouve un accord pour transférer le jeune Endoğan Adili. Il ne rejoindra sa nouvelle équipe que pendant que pendant l'été 2014. 
Il s’engage avec Galatasaray SK pour une durée de cinq ans.

### En sélection
Adili était capitaine de l'équipe de Suisse des moins de 16 ans et a marqué 3 buts en 7 matchs. Le 18 mai 2010, il fait ses débuts en équipe U17 face à l'équipe U17 du Portugal. La Suisse perdra son match 3-0. Adili était le plus jeune joueur de l'équipe suisse au championnat d'Europe des U17 et est resté sur le banc des remplaçants pendant les 3 matchs du tournoi final.
Le 30 août 2011, Endoğan Adili fait ses débuts avec l'équipe U18 suisse lors de la victoire 5-0 de son équipe face à l'Estonie. Adili fait ses débuts avec l'équipe de Suisse U19 le 8 septembre 2012 lors de la défaite 1-0 face l'équipe de France U19.

### Palmarès
FC Bâle
- Championnat de Suisse
  - Vainqueur (2) : 2013 et 2014